# آگریپینای بزرگ
آگریپینای بزرگ (Agrippina Germanici) (۱۴ پیش از میلاد تا ۳۳ میلادی) از اعضای شاخص دودمان ژولیو کلودین حاصل ازدواج مارکوس ویپسانیوس آگریپا (از حامیان نزدیک نخستین امپراتور روم، آگوستوس) و دختر آگوستوس ژولیا بزرگ بود. برادران او لوسیوس سزار و گایوس سزار بودند که فرزندخوانده آگوستوس محسوب می‌شدند و تا زمان مرگشان در سال‌های ۲ و ۴ میلادی جانشینان او به حساب می‌آمدند. با مرگ این دو نفر ژرمنیکوس ژولیوس سزار فرزندخوانده تیبریوس که خود فرزندخوانده آگوستوس بود شد. در نتیجه این اتفاقات آگریپینا با ژرمنیکوس ازدواج کرد تا بدین ترتیب ژرمنیکوس به خاندان ژولیان نزدیک‌تر شود.
آگریپینا به همراه فرزندانش ژرمنیکوس را در تمام دوران حیاتش همراهی کردند. در سال ۱۴ میلادی ژرمنیکوس به عنوان فرماندار و فرمانده به گل فرستاده شد. در این ایام بود که یکی از فرزندان این دو به نام گایوس به لقب کالیگولا (چکمه‌های کوچک) معروف شد زیرا آگریپینا دوست داشت لباس‌های سربازی کوچک و چکمه بر تن کودک خود کند. پس از سال‌ها حضور در گل آن‌ها به رم برگشتند که در آنجا از ژرمنیکوس به خاطر خدماتش در ۲۶ مه سال ۱۷ میلادی تقدیر شد. در همان سال ژرمنیکوس برای فرمانداری به استان‌های شرقی گسیل داده شد. هنگامی که ژرمنیکوس در استان‌های شرقی مشغول بود میان او و فرماندار سوریه نئائوس کالپورنیوس پیزو دشمنی سختی درگرفت و ژرمنیکوس در ۱۰ اکتبر سال ۱۹ میلادی به صورت مشکوکی فوت کرد.
جسد ژرمنیکوس که در میان مردم از محبوبیت برخوردار بود در انطاکیه سوزانده و خاکسترش به رم فرستاده شد تا در آرامگاه آگوستوس دفن گردد. در این هنگام آگریپینا که از محبوبیت شوهرش در نزد مردم اطلاع داشت ادعا نمود که شوهرش به قتل رسیده تا پسر تیبریوس به نام دروسوس ژولیوس سزار بتواند امپراتور شود. آگریپینا با الگوگیری از مادربزرگش لیویا دروسیلا مشغول به جمع‌آوری حامیان برای دو فرزند خود به نام‌های نرو و دروسوس سزار شد. این رفتار او و پسرانش را وارد کشمکش با فرماندار پرایتوری لوسوس آئلیوس سژانوس کرد. سژانوس حامیان آگریپینا را با اتهام‌هایی مانند خیانت و سورفتار جنسی در سال ۲۶ میلادی حذف کرد. آگریپینا و پسرش نرو نیز در سال ۲۹ میلادی تبعید شدند. نرو به پونزا فرستاده شد و آگریپینا به ونتوتن که آنجا در سال ۳۳ میلادی بر اثر گرسنگی فوت کرد.

## نمودهای فرهنگی

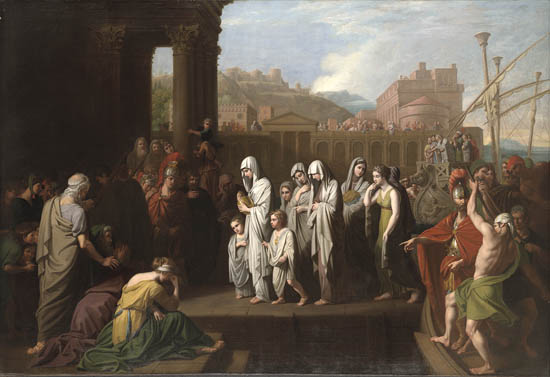
بنجامین وست، آگریپینا با خاکستر ژرمنیکوس در برندیسیوم از کشتی پیاده می‌شود (۱۷۶۸), رنگ روغن روی بوم. گالری هنری دانشگاه ییل، نیوهیون، کنتیکت.

آگریپینا یکی از معدود زنان دوران امپراتوری روم است که داستان زندگی‌اش در سده‌های پسین به عنوان نمونه‌ای از شخصیت اخلاقی بازگو می‌شد.
سفر او برای رساندن خاکستر شوهرش به رم در میان نقاشان قرن هجدهم میلادی بسیار محبوب بود که ویلیام ترنر و گاوین همیلتون آثاری در مورد این موضوع دارند. در این میان اما اثر بنجامین وست با نام آگریپینا با خاکستر ژرمنیکوس در برندیسیوم از کشتی پیاده می‌شود که در سال ۱۷۶۸ نقاشی شد از شهرت خاصی برخوردار است.
در مجموعه زندگی‌نامه‌های زنان تاریخی و افسانه‌ای که نویسنده فلورانسی به نام جووانی بوکاچو به نام درباره زنان مشهور در سال‌های ۶۲–۱۳۶۱ میلادی جمع‌آوری نموده و اولین نمونه منحصر به زندگی‌نامه زنان در ادبیات غرب هست نیز داستان آگریپینا ذکر شده است.
دیگر آثار مشهوری که به داستان آگریپینا اشاره می‌کنند هم عبارتند از:
- آگریپینا بر خاکستر ژرمنیکوس مویه می‌کند. سیاه‌قلم اثر نقاش اسکاتلندی الکساندر رونسیمان در سال ۱۷۷۵.[۴]
- من، کلودیوس مجموعه تلویزیونی اثر جک پولمان ساخت سال ۱۹۷۶ که در آن فیونا واکر نقش بازی می‌کند.[۵]